# Unlimited Love
Unlimited Love — це дванадцятий студійний альбом американської рок-групи Red Hot Chili Peppers, випущений лейблом Warner Records 1 квітня 2022 року. Продюсером запису виступає Рік Рубін, який продюсував усі альбоми гурту починая з Blood Sugar Sex Magik, окрім попереднього лонгплею The Getaway. Альбом возз'єднує групу з гітаристом Джоном Фрусчанте, який залишив гурт у 2009 році
Перший сингл «Black Summer» вийшов у лютому 2022 року; він очолив чарт Billboard Alternative Songs.

## Передісторія
Після туру на підтримку свого одинадцятого альбому The Getaway (2016) Red Hot Chili Peppers почали писати свій наступний альбом з гітаристом Джошем Клінгхоффером. Однак вокаліст Ентоні Кідіс і басист Флі були незадоволені своєю роботою. Вони подумали, чи можуть вони залучити гітариста Джона Фрушанте, який пішов у 2009 році до запису альбому. Фрушанте сказав: «Флі заклав ідею [возз'єднання] в мою голову, і я сидів там із гітарою і думав, що так давно не писав жодної рок-музики. Чи міг я все ще це зробити?»
15 грудня 2019 року Chili Peppers оголосили, що через 10 років Фрушанте знову приєднався, замінивши Клінгхоффера. В одному з інтерв'ю Клінгхоффер сказав, що ворожнечі не було: «Джону абсолютно належно бути в цій групі... Я щасливий, що він повернувся до них». Флі сказав, що розлучитися з Клінгхоффером було важко, але що «з художньої точки зору, з точки зору можливості говорити тією ж [музичною] мовою, було легше працювати з Джоном. Повернутися в кімнату і почати грати… це було справді захоплююче».  Після возз'єднання з Фрушанте, на його прохання, група відтворила пісні з перших трьох альбомів. Барабанщик Чед Сміт сказав, що Фрушанте "хотів відновити зв'язок з групою, в яку він закохався", а Кідіс сказав, що вправа спрямована на "повернення до основ" і гру разом без очікувань 
8 лютого 2020 року Фрушанте вперше за 13 років виступив із Chili Peppers (Стівен Перкінс замінив барабанщика Чеда Сміта, який був на художній виставці).

## Запис
Після роботи з Danger Mouse над The Getaway, Chili Peppers залучили продюсера Ріка Рубіна ; Рубін спродюсував більшість найуспішніших альбомів Red Hot Chili Peppers, починаючи з Blood Sugar Sex Magik (1991) до I'm with You (2011). Рубін сказав, що побачивши їхню першу репетицію після повернення Фрушанте, він розплакався: «Було так приємно бачити цю групу людей знову разом, тому що вони так довго створювали таку чудову музику, і це справді вразило мене в емоційному сенсі».
У 2020 році репетиції були припинені через пандемію COVID-19. Вони відновилися в 2021 році в студії Rubin's Shangri-La в Малібу.  Гурт описав Unlimited Love як «подорож, яка є сумою наших життів». NME заявила, що поділяє «меланхолійні рифми, гімни та тихо співані мелодії» попередньої роботи Фрушанте з Chili Peppers, а також нові « гранжові » та акустичні елементи. За словами Кідіса та Фрусчанте, гурт записав майже 50 треків; є попередні плани щодо наступного альбому, "з розслабленою енергією, яка відрізняється від інтенсивності запису, який ми тут зробили".

## Прийом
Unlimited Love отримав загалом схвальні відгуки від музичних критиків. На Metacritic альбом отримав середню оцінку 74 на основі 12 рецензій, що вказує на «загалом схвальні відгуки».
Бріттані Спанос з Rolling Stone поставила альбому 4/5, відзначивши, що "більше всього, цей запис виглядає як повернення додому. З цими чотирма музикантами відбувається якась магія, і відсутність Фрушанте завжди залишає частину пазлу відсутньою". Алі Шатлер з NME поставив альбому оцінку 4/5, заявивши, що «в 'Unlimited Love' є багато, як за масштабом, так і за амбіціями. Він водночас знайомий – не нудний – і свіжий».  Clash оцінив альбом на 9/10, а рецензент Ізабелла Міллер описала його як «свято союзу, дружби та життя, що проявляється в 17 треках».  У яскравій рецензії Паоло Рагуза з Consequence високо оцінив ліризм Кідіса та музичність гурту, заявивши, що «захоплююче чути, як гурт майже сорок років у своїй кар’єрі намагається достукатися до аудиторії іншим способом». Дуейн Джеймс з Wall Of Sound оцінив альбом на 9/10, зазначивши, що це «здається найбільш органічною роботою, яку вони випустили за останні десятиліття, і вона абсолютно вартує того, щоб її прослухати повністю й повторити»
Марк Річардсон з Wall Street Journal сказав, що альбому не вистачає енергії та цілеспрямованості, і що в ньому «є їх класичне звучання, але мало що нового чи захоплюючого». Сем Содомскі з Pitchfork поставив йому 6,2 з 10, сказавши, що гурт «[збалансував] ризик самопародії з необхідністю відповідати ностальгії людей, знаючи, що вони вже написали музику, яку вони запам’ятають але все одно хочеться продовжити подорож».

## Тур
4 червня Red Hot Chili Peppers мають розпочати тур по стадіонам 32 міст, який розпочнеться у Севільї, Іспанія . Шоу будуть розігрівати такі виконавці, як Strokes , Beck , Haim , St. Vincent , Anderson.Paak , Thundercat і King Princess.

## Список пісень
Автор музики і слів Ентоні Кідіс, Флі, Джон Фрушанте і Чед Сміт. 
| Unlimited Love список пісень | Unlimited Love список пісень  | Unlimited Love список пісень |
| #                            | Назва                         | Тривалість                   |
| ---------------------------- | ----------------------------- | ---------------------------- |
| 1.                           | «Black Summer»                | 3:52                         |
| 2.                           | «Here Ever After»             | 3:50                         |
| 3.                           | «Aquatic Mouth Dance»         | 4:20                         |
| 4.                           | «Not the One»                 | 4:26                         |
| 5.                           | «Poster Child»                | 5:16                         |
| 6.                           | «The Great Apes»              | 5:03                         |
| 7.                           | «It's Only Natural»           | 5:43                         |
| 8.                           | «She's a Lover»               | 3:41                         |
| 9.                           | «These Are the Ways»          | 3:56                         |
| 10.                          | «Whatchu Thinkin'»            | 3:40                         |
| 11.                          | «Bastards of Light»           | 3:38                         |
| 12.                          | «White Braids & Pillow Chair» | 3:40                         |
| 13.                          | «One Way Traffic»             | 4:10                         |
| 14.                          | «Veronica»                    | 4:28                         |
| 15.                          | «Let 'Em Cry»                 | 4:23                         |
| 16.                          | «The Heavy Wing»              | 5:31                         |
| 17.                          | «Tangelo»                     | 3:27                         |
| 73:04                        |                               |                              |

| Japanese CD bonus track | Japanese CD bonus track | Japanese CD bonus track |
| #                       | Назва                   | Тривалість              |
| ----------------------- | ----------------------- | ----------------------- |
| 18.                     | «Nerve Flip»            |                         |

## Учасники запису
RHCP
- Ентоні Кідіс — вокал
- Флі – бас (усі треки), фортепіано (трек 4), труба (3, 15)
- Джон Фрусчанте – гітара (1–16), вокал (1, 5–9, 14–16), синтезатор (2, 3, 5, 7, 11, 12, 14, 16, 17), бек-вокал (3, 11 , 12), Мелотрон (5), акустична гітара (11, 14, 17), вокал (16)
- Чад Сміт – барабани (1–16), перкусія (1, 2), бубон (1, 4), бас (2), шейкер (7)

Інші музиканти
- Метт Роллінгс — фортепіано (1, 6)
- Мауро Рефоско – ударні (3, 8, 10, 11, 13), бубон (11)
- Джош Джонсон — саксофон (3)
- Вікрам Девастхалі – тромбон (3)
- Нейт Волкотт — труба (3)
- Aura T-09 – бек-вокал (4)
- Корі Генрі – орган (5, 15)
- Ленні Кастро — ударні (5)

Продакшн
- Рік Рубін – постановка
- Райан Хьюітт – зведення , запис
- Берні Грундман – мастеринг
- Бо Боднар – інженерія
- Ділан Нойштадтер – інженер
- Ітан Мейтс – інженерія
- Джейсон Лейдер – інженерія
- Філіп Бруссар-молодший – інженер
- Джеремі Лабсі – асистент
- Гейдж Фріман – координатор виробництва
- Ерік Лінн – співавтор виробництва
- Кріс Уоррен – технік
- Лоуренс Малчоуз – технік студії
- Чарлі Болуа – технік студії
- Генрі Трехо – технік студії
- Самі Бануелос – асистент гурту